# لغة التجميع عالية المستوى
لغة التجميع عالية المستوى (بالإنجليزية: High Level Assembly) هي لغة برمجة تم تطويرها من قبل راندال هايد. تَسمحُ باستخدام بنيات اللغات ذات المستوى الأعلى لمساعدة مطوّري لغة التجميع المبتدئين والمتقدمين. وتدعم بشكلٍ كامل أنواع البيانات المتقدمة والبرمجة كائنية التوجه. تستخدم بنية جمل تعتمد بشكلٍ خفيف على عدة لغات برمجة عالية المستوى، مثل باسكال وأيدا وModula-2 وسي++، للسماح بإنشاء برامج لغة تجميع سهلة القراءة، وللسماح لمبرمجي لغة التجميع بتعلم لغة التجميع عالية المستوى بأقل وقت ممكن.

## الأهداف والنشأة
تم تصميم لغة التجميع عالية المستوى في الأصل كأداة لتدريس البرمجة بِلُغة التجميع على مستوى الكلية والجامعة. الهدف الأساسي هو الاستفادة من المعرفة البرمجية المسبقة لدى الطلاب عند تعلم لغة التجميع ليتعلموا اللغة بأسرع وقت ممكن. معظم الطلاب الذين أخذوا دورة برمجة لغة التجميع قد تم تعريفهم مسبقاً بهياكل انسياب التحكم عالية المستوى، مثل IF، وWHILE، وFOR، وما إلى ذلك. وتسمح لغة التجميع عالية المستوى للطلاب بتطبيق هذه المعرفة البرمجية على لغة التجميع في وقت مبكر من الدورة التدريبية، مما يسمح لهم بإتقان المتطلبات الأساسية الأخرى للغة التجميع قبل تعلم كيفية برمجة النماذج ذات المستوى المنخفض لهياكل التحكم هذه. كتاب «فن البرمجة بلغة التجميع» بقلم راندال هايد يستخدم لغة التجميع عالية المستوى لهذا الغرض.

## وصلات خارجية
- الموقع الرسمي
- روابط التنزيل لويندوز, ماك, ولينكس